# برنامج متعدد المستخدمين

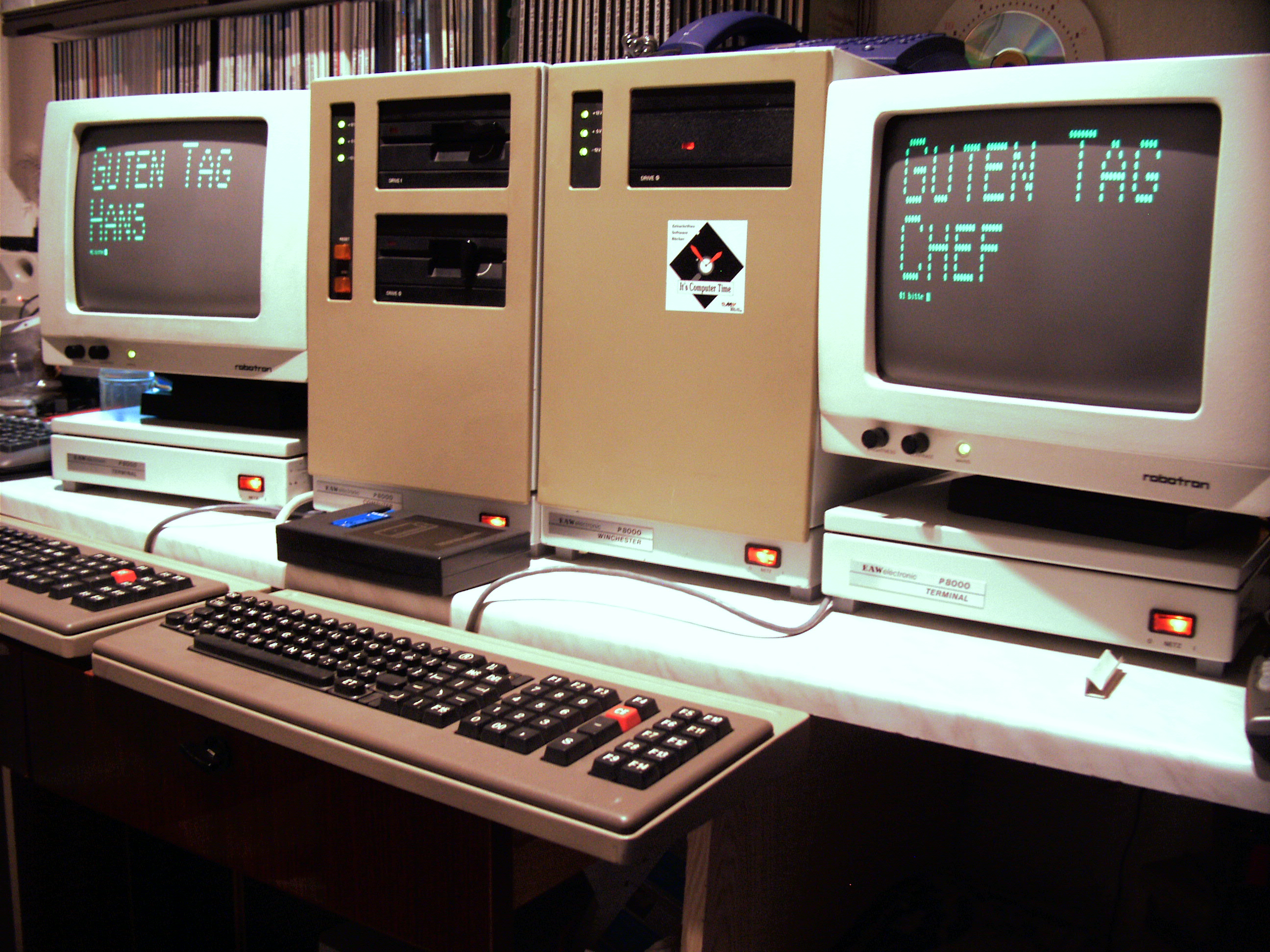

برامج متعدد المستخدمين هو برنامج يتيح وصول عدة مستخدمين إلى الحاسوب. أنظمة مشاركة الوقت هي أنظمة متعددة المستخدمين. يمكن اعتبار معظم أنظمة معالجة الدُفعات لأجهزة حاسوب لمركزية «متعددة المستخدمين»، لتجنب ترك وحدة المعالجة المركزية خاملًا أثناء انتظار عمليات الإدخال / الإخراج لإكمالها. ومع ذلك، فإن مصطلح «تعدد المهام» أكثر شيوعًا في هذا السياق.
مثال على ذلك، خادم يونكس حيث يمكن للعديد من المستخدمين عن بعد الوصول (مثل عبر منفذ تسلسلي أو Secure شيل) إلى موجه شيل يونكس في نفس الوقت. مثال آخر يستخدم جلسات X Window متعددة موزعة على أطراف متعددة مدعومة من جهاز واحد - وهذا مثال على استخدام عميل رفيع. وكانت وظائف مماثلة متاحة أيضا في إطار MP / M و DOS المتزامن و DOS Multiuser و FlexOS .
تدعم بعض أنظمة التشغيل متعددة المستخدمين، مثل إصدارات يوندوز من عائلة يوندوز NT ، الوصول المتزامن من قِبل مستخدمين متعددين (على سبيل المثال، عن طريق الاتصال بسطح المكتب البعيد) بالإضافة إلى قدرة المستخدم على قطع الاتصال بجلسة محلية أثناء ترك العمليات قيد التشغيل (القيام العمل نيابة عنهم) بينما يقوم مستخدم آخر بتسجيل الدخول ويستخدم النظام. يوفر نظام التشغيل عزل عمليات كل مستخدم عن المستخدمين الآخرين، مع تمكينهم من التنفيذ بشكل متزامن.
تم تصميم أنظمة الإدارة ضمنيًا ليتم استخدامها من قبل مستخدمين متعددين، عادةً مسؤول نظام واحد أو أكثر ومجتمع مستخدم نهائي.
يتم استخدام المصطلح التكميلي، المستخدم المفرد ، بشكل شائع عند الحديث عن نظام تشغيل يمكن استخدامه فقط من قبل شخص واحد في المرة الواحدة، أو في إشارة إلى اتفاقية ترخيص برنامج مستخدم واحد. تحتوي أنظمة التشغيل متعددة المستخدمين مثل يونكس أحيانًا على وضع مستخدم واحد أو مستوى تشغيلي متاح لصيانة الطوارئ.

## روابط خارجية
- Interix في ورقة بيئة TSE متعددة المستخدمين حول طراز متعدد المستخدمين لـ يونكس وMS-يوندوز NT TSE